# Esplanada (Bahia)
Esplanada – miasto i gmina w Brazylii, w stanie Bahia. Znajduje się w mezoregionie Nordeste Baiano i mikroregionie Entre Rios.